# Federalismo étnico

Grupos étnicos da Grande Áustria

O federalismo étnico, federalismo multiétnico ou multinacional, é uma forma de sistema federal no qual as unidades federadas regionais ou estaduais são definidas por etnia. Os sistemas federais étnicos foram criados na tentativa de acomodar as demandas por autonomia étnica e administrar as tensões interétnicas dentro de um estado. Nem sempre conseguiram: problemas inerentes à construção e manutenção de uma federação étnica levaram alguns estados ou subdivisões de um estado a se desintegrarem, recorrendo à repressão autoritária, ou recorrendo à etnocracia, segregação étnica, população transferência, deslocamento interno, limpeza étnica e/ou mesmo ataques e pogroms baseados em etnia.
Este tipo de federação foi implementado desde a década de 1990 por Meles Zenawi na Etiópia. Meles Zenawi e seu governo adotaram o federalismo étnico com o objetivo de estabelecer a igualdade de todos os grupos étnicos na Etiópia. Características do federalismo étnico também foram exibidas em outros países, incluindo Nepal, Paquistão, Sudão do Sul, Iugoslávia e África do Sul da era do Apartheid (ver Bantustões).

## Perspectivas gerais

### Definição
Em uma federação étnica, algumas ou todas as unidades federadas são construídas o mais possível para seguir as fronteiras étnicas, proporcionando às comunidades étnicas certa autonomia. Como a federação continua sendo um estado, isso se distingue da partição definitiva. Tal sistema pode ser considerado em nações onde grupos étnicos estão concentrados em localidades geográficas. :15
Em uma federação etnoterritorial — um "modelo de compromisso" — o maior grupo étnico é dividido em mais de uma subunidade. Exemplos incluem Canadá, Índia e Espanha . :164Esse tipo de sistema pode ser apropriado para nações que contenham um grupo dominante. :275  i

### Motivação
Uma das principais motivações para a introdução do federalismo étnico é reduzir o conflito entre os grupos dentro do estado, garantindo a cada grupo o autogoverno local e garantia de representação no centro. Assim, um sistema federativo étnico pode ter um apelo particular onde há temores ou já ocorreram conflitos sérios. Esse objetivo é “defensivo” e aceita a permanência de diferentes identidades étnicas dentro do estado. :14–15
O federalismo permite a grupos etnicamente diversos um nível de autonomia, protegido por uma constituição que prescreve os poderes do governo central em relação aos das unidades federadas. Como as unidades são delineadas de forma que cada grupo étnico forme uma maioria local em uma ou mais delas, espera-se reduzir os temores de tratamento desigual ou opressão por parte do governo estadual, :6e permitir que cada grupo expresse e desenvolva sua própria identidade cultural dentro de sua terra natal.
A constituição federal também prevê a representação de todas as unidades étnicas regionais no governo central, permitindo a arbitragem pacífica das reivindicações de diferentes grupos. A esse respeito, o sucesso do sistema depende da disposição das elites de diferentes grupos étnicos de cooperar em nível estadual para proporcionar um governo estável. :14–15

## Federalismo étnico em países específicos

### Etiópia

Um mapa das regiões e zonas da Etiópia

A Etiópia tem mais de 80 grupos etnolinguísticos e uma longa história de conflito étnico. Após 17 anos de luta armada, em 1991 o partido de Meles Zenawi substituiu o Derg ( ditadura militar liderada por Mengistu Haile Mariam na Etiópia). Zenawi, até então líder da Frente de Libertação do Povo Tigray (TPLF) e da Frente Democrática Revolucionária do Povo Etíope (EPRDF), desejava acabar com o que imaginava ser o domínio dos Amharas de Shewa . Uma nova Constituição foi introduzida em 1994, dividindo a Etiópia em linhas étnicas em nove estados regionais e duas "administrações credenciadas" multiétnicas ( Adis Abeba e Dire Dawa ). :54–55Grupos étnicos receberam direitos de autogoverno:  os estados receberam autonomia nas funções legislativa, executiva e judicial, :8enquanto havia provisões para grupos étnicos serem representados em instituições centrais. Os grupos étnicos receberam o "direito incondicional" à secessão, :55embora seja duvidoso que algum grupo possa de fato conseguir isso. :22O governo visava não apenas reduzir o conflito interétnico, mas igualar os padrões de vida em diferentes áreas e melhorar o funcionamento das instituições públicas localmente.
Existem diferentes pontos de vista sobre o sucesso do sistema. O país foi descrito por um visitante em 2011 como "em paz, progredindo em direção à prosperidade". O sistema federativo produziu estabilidade em relação à situação anterior de conflito entre um estado centralizado e "frentes de libertação" de base étnica, :1e o governo alegou que grupos anteriormente marginalizados se beneficiaram do arranjo.
Na prática, a autonomia dos estados regionais tem sido limitada pela natureza centralizada e autoritária do partido político no poder, o EPRDF, :5que invadiu os assuntos regionais e, assim, perdeu sua legitimidade como um "corretor neutro". O sistema, ao mesmo tempo em que visa estabelecer a igualdade de grupos étnicos na Etiópia, foi encontrado para endurecer as identidades étnicas ("A distinção entre comunidades afetivas e políticas desaparece... mas também como fonte de identificação política")  :59e promover conflitos interétnicos, especialmente em áreas etnicamente mistas. O conflito interétnico aumentou dramaticamente desde a ascensão ao poder de Abiy Ahmed em 2018. O sistema deu origem a demandas por mais territórios étnicos separados. :3 
De acordo com o analista político Teshome Borago, o "zenawismo" contradiz a filosofia política por trás da União Africana, na medida em que todas as nações africanas concordaram em manter as fronteiras coloniais após a independência, apesar de várias tribos serem colocadas juntas dentro das fronteiras nacionais. Em contraste, o zenawismo é acusado de promover o separatismo e o irredentismo e pode encorajar as tribos africanas a almejar seus próprios estados independentes. 

### Nepal
O aspecto étnico de uma nova estrutura federal no Nepal tem sido uma fonte de discórdia durante o processo de construção constitucional da recente  anos. A democracia multipartidária foi introduzida no Nepal em 1990, após uma revolta popular liderada pelo partido do Congresso e pela Frente de Esquerda Unida, uma coalizão de partidos comunistas. As questões étnicas não surgiram com destaque na elaboração da nova constituição. As campanhas para maior reconhecimento das questões étnicas foram lideradas pela Federação de Nacionalidades Indígenas do Nepal (NEFIN) representando os grupos étnicos das colinas, o partido regional Sadbhawana de Terai e a UCPN (maoístas)  sob pressão do povo Madhesi de o sul. :10
Após o movimento democrático de 2006 no Nepal e a derrubada da monarquia, uma Constituição Provisória foi promulgada em 2007. Anos de debate em duas Assembléias Constituintes consecutivas centraram-se na questão de basear o federalismo na etnia ou em uma identidade comum, bem como no número e localização das províncias. Uma frente de oposição liderada pela UCPN pediu um sistema federal baseado em 13 províncias etnicamente definidas. O Congresso do Nepal e os partidos CPN-UML rejeitaram a ideia, argumentando que o federalismo baseado na etnia criaria tensão entre as castas e comunidades étnicas. A resistência também veio da casta superior Brahmin e Chhetris, que temiam que seu domínio político de longa data fosse ameaçado pelo federalismo étnico. :14
Os três partidos posteriormente concordaram com nove princípios fundadores para o estabelecimento de províncias; cinco deles eram orientados para a identidade, referindo-se a laços étnicos e culturais. Isso levou à adoção do termo "federalismo étnico" para descrever a estrutura proposta para o Nepal, embora alguns dos princípios de fato se referissem à noção mais ampla de identidade em vez de etnia. O desenho das fronteiras foi complicado pela distribuição demográfica em muitas regiões; existem mais de 100 grupos étnicos oficialmente reconhecidos no Nepal, e muitos deles estão geograficamente dispersos e não constituem maioria em nenhum território. :11–12
A atual Constituição Federal foi finalmente aprovada em setembro de 2015. Ele estabeleceu uma estrutura federal para substituir a estrutura unitária existente. O país foi dividido em sete províncias federais formadas pelo agrupamento dos Distritos existentes. A promulgação da nova constituição foi imediatamente seguida de protestos por parte da população madhesi e indígena, principalmente nos limites das novas províncias, temendo uma diminuição de sua representação política.

### Paquistão
Após a separação em 1971 do Paquistão Oriental para se tornar Bangladesh, o governo paquistanês procurou maneiras de acomodar as demandas etnonacionalistas dos diferentes grupos dentro do que havia sido o Paquistão Ocidental . A Constituição de 1973 impôs uma estrutura federal dando autonomia às quatro principais províncias, cada uma historicamente identificada com um grupo etnolinguístico: os punjabis, sindis, balochis e pakhtuns . A identidade política desses grupos foi legalmente reconhecida na Constituição, conferindo-lhes um status distinto dos demais grupos. As provisões para a autonomia foram, no entanto, totalmente implementadas apenas na província de Sindh . Durante o período subsequente de regimes militares e conflitos em diferentes partes do Paquistão, o sistema federal não parecia conferir estabilidade comparável à da Índia.
A Constituição foi reintroduzida, com emendas, em 2010. Desta vez, todas as quatro províncias receberam "autonomia formidável em termos de poderes legislativos e financeiros". :126Em geral, as mudanças foram marcadas pelo aumento da "etnicização", encapsulado na renomeação da Província da Fronteira Noroeste para Khyber Pakhtunkhwa ("terra dos Pakhtuns"). As mudanças foram vistas como "um importante passo em frente" no fortalecimento das províncias, mas parecia haver pouca vontade de avançar em direção a uma estrutura totalmente multiétnica que atendesse a todos os grupos. O sistema foi descrito como "altamente contraproducente" :124em relação ao reacender violento conflito étnico entre Sindhis e Muhajirs em Sindh. Também evocou demandas por províncias separadas por parte de Hazaras e Saraikis .
De fato, foi afirmado que “o Paquistão raramente é reconhecido como uma federação étnica”. :91

### Sudão do Sul

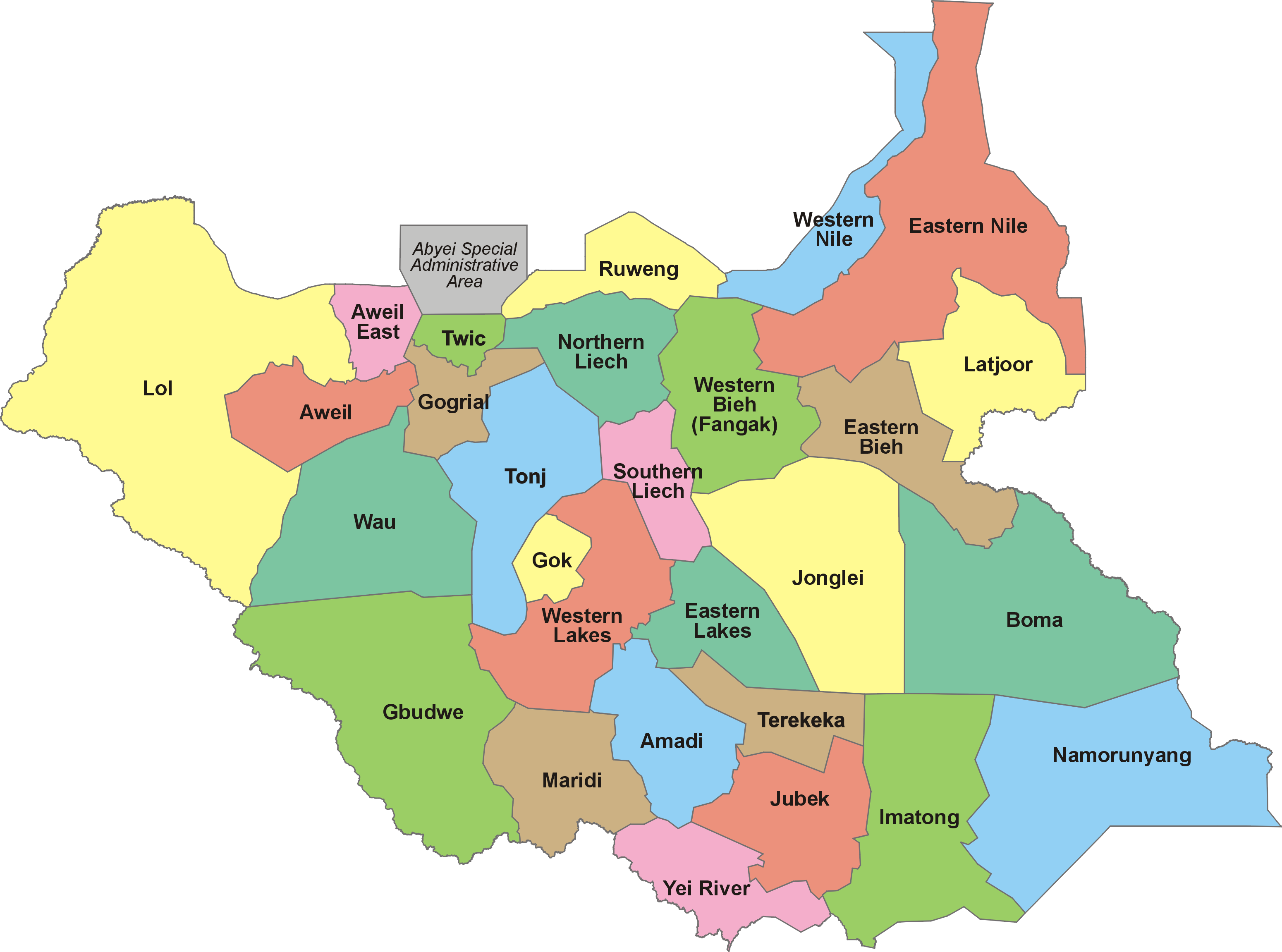
Os 28 Estados do Sudão do Sul de 2015 a 2020

O Sudão do Sul tornou-se independente do Sudão em julho de 2011 e, inicialmente, a constituição de transição estabeleceu 10 estados federais e 79 condados, principalmente com base na etnia. O conflito intercomunitário aumentou e houve apelos de vários grupos para a criação de mais estados e condados etnocêntricos. Stephen Par Kuol, então ministro da educação no estado de Jonglei, opinou em 2013 que o "federalismo étnico" em seu país provou ser "divisivo" e "caro de administrar" e não contribuiu para uma democracia real, e pediu estados multiétnicos e condados a serem criados pelo menos em torno das principais cidades.
Em outubro de 2015, o presidente do Sudão do Sul, Salva Kiir, emitiu um decreto estabelecendo 28 estados, novamente em grande parte segundo linhas étnicas, para substituir os 10 estados anteriores. A medida foi aprovada no parlamento em novembro, embora em fevereiro de 2020 o número de estados no Sudão do Sul tenha voltado para 10.

### Iugoslávia

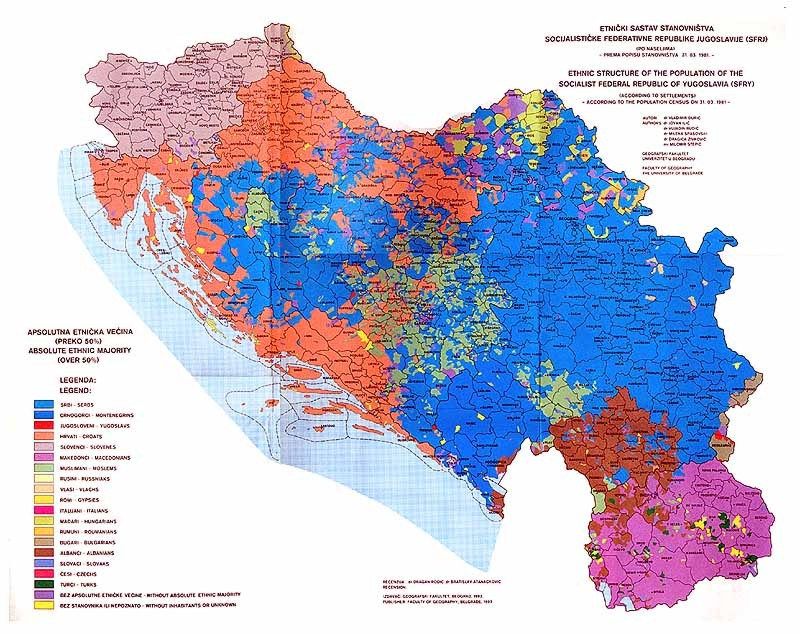
Grupos étnicos na Iugoslávia, majoritariamente em municípios, segundo o censo de 1981 (em servo-croata e inglês).

A constituição de 1946 da República Socialista Federal da Iugoslávia criou uma federação de seis repúblicas. Às três nacionalidades identificadas no antigo nome do país - Reino dos Sérvios, Croatas e Eslovenos - juntaram-se os macedónios, os montenegrinos e os bósnios muçulmanos (actualmente bósnios ). Juntamente com o reconhecimento dessas repúblicas como nações, um forte governo central foi estabelecido sob o controle do Partido Comunista .
A partir da década de 1970, desenvolveu-se uma divisão dentro do governo comunista, entre os defensores croatas e eslovenos de maior autonomia para essas repúblicas e os defensores sérvios de uma federação centralizada para preservar a posição de liderança dos sérvios como a maior nacionalidade do país. A oposição ao comunismo foi expressa na forma de um nacionalismo crescente.
Após o declínio da autoridade central na década de 1980, as lideranças das repúblicas perseguiram cada vez mais os interesses de seus próprios territórios e as tensões interétnicas aumentaram. Entre 1991 e 2006, todas as seis repúblicas constituintes tornaram-se nações independentes; os primeiros anos desse processo foram marcados por uma série de guerras . A lição extraída foi:

"Ethnic federalism seems to be a good solution only if it is applied moderately, ... in an atmosphere of democratic political culture, mutual tolerance, and the sincere wish to live together in peace with other ethnic groups".
- balcanização
- Confessionalismo (política)
- Segregação racial
- Estados Unidos da Grande Áustria
- Comunidades, regiões e áreas linguísticas da Bélgica